# アクビ (キャラクター)
アクビ（英: Akubi）は、竜の子プロダクション（タツノコプロ）のアニメ作品『ハクション大魔王』とその派生シリーズに登場するジン。通称、アクビちゃん。『よばれてとびでて!アクビちゃん』以降は主人公を務めている。父とは違い、声優は作品毎に交代している。その為か設定も少し異なることもある。

## 特徴
- 赤い髪にポニーテール姿が特徴。あくびをされると壺の中から現れ、ご主人の言うことを聞くが、『ハクション大魔王』では誰に呼び出されても正しい方に味方をする事が多かった。
- 『よばれてとびでて!アクビちゃん』、『アクビガール』では、衣装のデザインが若干変更されており、へそ出しルックになっている。『ハクション大魔王』では色合いが全体的に赤色であったが、『よばれてとびでて～』ではズボンの色が魔王の物と同じになっており、『アクビガール』ではピンク色。また魔法の腕前も魔王よりも上手という物だったが、何をやっても失敗ばかりするなど設定はかなり違っている。
- 『ハクション大魔王』では年齢は不明だが、『よばれてとびでて～』では1010歳となっている。
- 壺から飛び出す時の合言葉は、『ハクション大魔王』、『アクビガール』、ドラマ版では「出まして来ましてアクビちゃん」(『アクビガール』とドラマ版では「で〜す」が追加されている)だが、『よばれてとびでて！アクビちゃん』では「よばれてとびでてパンプリリン」『ハクション大魔王2020』では「出まして来ましてアクビです」となっている。ちなみに壺のデザインも各作品毎に違っており、『よばれてとびでて！アクビちゃん』では、初代の壺にまつげとピアスが付き、瞳の色が若干変わっただけだが、『アクビガール』では顔のデザインが初代と比べ大幅に変更されている[1]。
- 1989年の神戸製鋼のCMでは神戸製鋼の研究所で働いているという設定になっていた。同社の研究について曰く「パパさんの魔法より役に立つ」とのこと。
- 共通する性格が活発な性格で気が強く怒らせると怖いが寂しがり屋。『ハクション大魔王』や『アクビガール』ではいたずら好きだが『よばれてとびでて！アクビちゃん』では成長した為か、それらしい所があまりなくなっている。
- 大好物と苦手なものも作品によって異なり、『ハクション大魔王』ではコロッケが大好物で鏡が苦手に対し、続編の『よばれてとびでて！アクビちゃん』ではおはぎが大好物でカラスが苦手となっている。また、『ハクション大魔王2020』では、ピザが好物[2]、苦手なものは不明。

## 担当声優
- 貴家堂子 -（初代：ハクション大魔王）
- 谷井あすか -（2代目：よばれてとびでて!アクビちゃん）
- 金田朋子 -（3代目：アクビガール）
- 天城サリー -（4代目：パンドラとアクビ）
- 諸星すみれ -（5代目：ハクション大魔王2020）